# 米洛拉德·馬哲
米洛拉德·馬哲（1973年3月23日—）是塞爾維亞足球裁判，也是一名經紀。
他於2009年取得國際足協的國際裁判資格，得以為國際比賽執法。同年，為歐洲U-17足球錦標賽的兩場分組賽和一場半決賽執法。2010至11年的球季，參與6場歐洲足協盃賽事執法，當中有4場是分組賽。2012年，他首度為歐冠正賽執法，其中包括一場附加賽、三場分組賽和一場16強賽。2014年，他替歐霸盃的其中一場半決賽執法，並成為2014年世界盃的球證。
2018年5月26日，马日奇执法了欧洲冠军联赛决赛，此后他还参加2018年世界杯的执法。

## 資料來源
1. ↑  .   [2014-06-12]. （原始内容存档于2011-02-24）.